# Balocerus careebus
Balocerus careebus är en insektsart som beskrevs av Webb 1983. Balocerus careebus ingår i släktet Balocerus och familjen dvärgstritar. Inga underarter finns listade i Catalogue of Life.